# Piotr Gadzinowski
Piotr Gadzinowski (Częstochowa; 16 de Maio de 1957 — ) é um político da Polónia. Ele foi eleito para a Sejm em 25 de Setembro de 2005 com 11650 votos em 19 no distrito de Warsaw, candidato pelas listas do partido Democratic Left Alliance.
Ele também foi membro da Sejm 1997-2001 e Sejm 2001-2005.